# Carolina Bonaparte

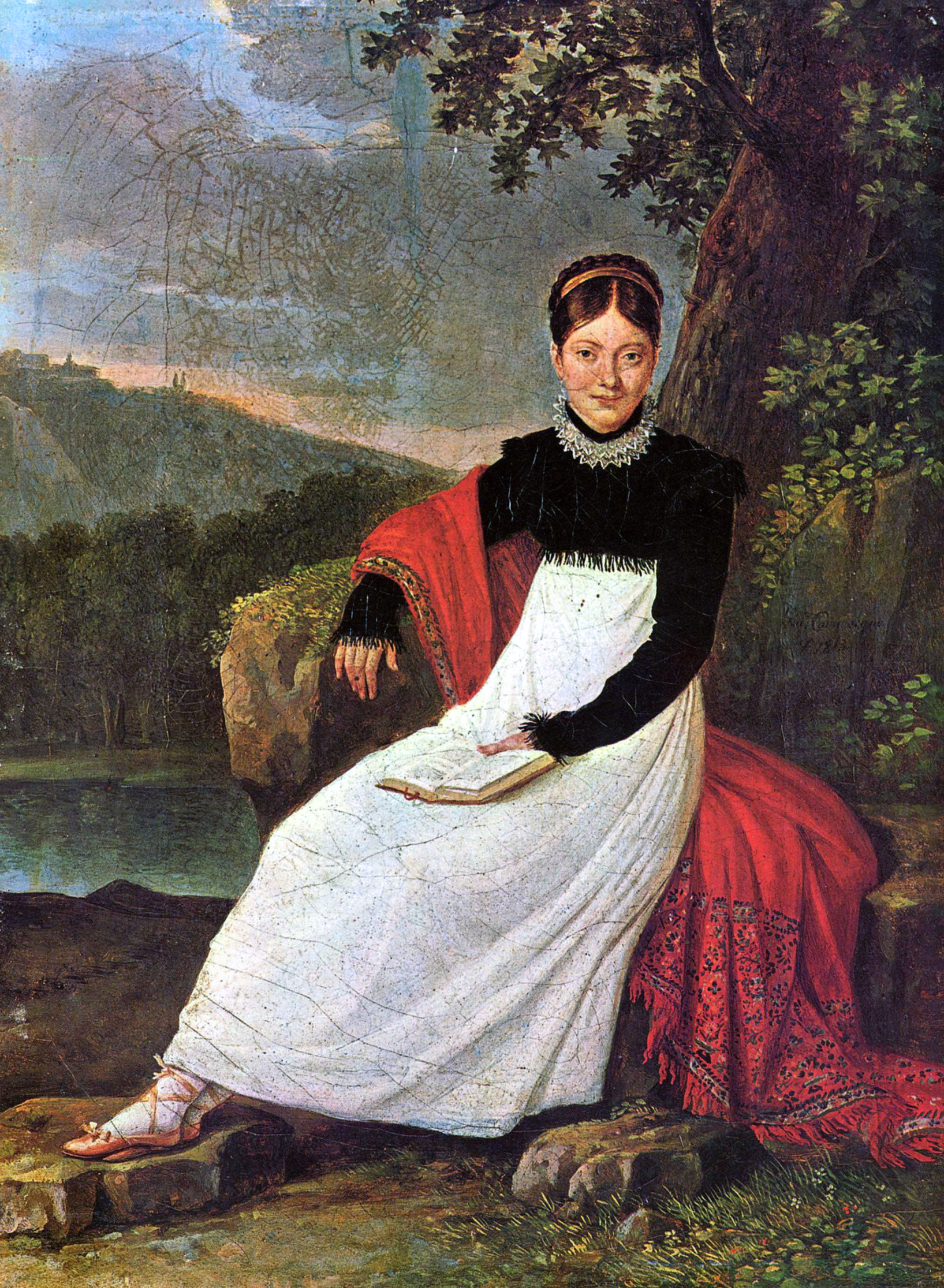
Retrat de Carolina Bonaparte vestida de manera tradicional napolitana, de Giuseppe Cammarano

Marie-Annonciade Bonaparte (Ajaccio, 1782 - Florència, Gran Ducat de Toscana, 1839) fou germana petita de Napoleó Bonaparte i esposa del mariscal de França Joachim Murat. Era filla de Carlo-Maria de Buonaparte i de Maria-Létizia Ramolino i germana de Napoleó Bonaparte. Fou gran-duquessa de Berg i de Clèveris el 1806 i després Reina de Nàpols de 1808 al 1814. Durant el seu regnat, es mostrà digna del càrrec, car afavorí les arts i els artistes, estimulà les excavacions de Pompeia i creà a Nàpols equipaments necessaris. El 1800, maridà Joachim Murat amb qui tingué quatre fills:
- Achille Murat, segon Príncep Murat.
- Létizia Murat.
- Lucien Murat.
- Louise Murat.

El naixement de Napoleó II va acabar amb l'esperança que el seu fill Napoleó Achille Murat heretés al seu germà gran, cosa que va fer que es passés al bàndol de Klemens Wenzel Lothar von Metternich.
Fou nomenada regent quan Murat deixà Nàpols i hi garantí la seguretat pública, no marxant-ne fins a haver negociat amb el comodor anglès els interessos de les persones grans. Després es retirà al castell de Baimbourg, prop de Viena, on s'ocupà exclusivament de l'educació dels seus fills.
A partir del 1830, es va poder reunir amb la seva família a la península Itàlica. Prengué el títol de comtessa de Lipona (anagrama de Napoli, nom italià de Nàpols).